# Lymfocyt

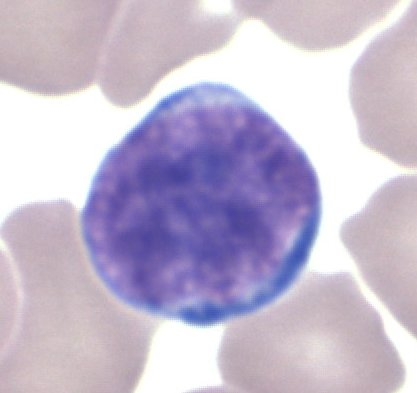
Mikroskopbild av lymfocyt.

Lymfocyter är en sorts vita blodkroppar som utgör huvuddelen i det adaptiva immunförsvaret. Lymfocyterna fick sitt namn för att de först isolerades i nästan ren form ur lymfan. Lymfocyter delas in i B-celler, T-celler och NK-celler. Sedda i mikroskop har lymfocyter en enda, stor kärna, till skillnad från granulocyterna vars kärna är uppdelad i flera segment. Det går inte att se skillnad på B- och T-celler i mikroskop; för detta måste man ta till metoder som använder antikroppar mot ytproteiner såsom exempelvis flödescytometri.
I mikroskop kan man urskilja två sorters lymfocyter: små lymfocyter och stora lymfocyter. Små lymfocyter är rundare och har en tätare mörkare kärnstruktur och bara en liten rand av cytoplasma synlig runt den. Stora lymfocyter kan vara mer varierande i sitt utseende, men har generellt mer synlig cytoplasma och är större.

## Bildning
Lymfocyter bildas i benmärgen. T-lymfocyten vandrar från benmärgen till thymus där de sedan "lärs upp" till mogna T-lymfocyter. B-lymfocyten mognar i benmärgen. Mogna lymfocyter cirkulerar i blodet eller finns i ansamlingar på annat håll i det lymfatiska systemet, såsom i mjälten.

## Uppgift
Lymfocyternas uppgift är att skydda kroppen mot bakterier och gifter, vilket B-cellerna gör genom att bilda antikroppar, och att skydda mot cancer och virus, vilket T-cellerna och NK-cellerna gör genom att angripa infekterade celler, och celler som ser onormala ut.